# Hermann-Fiebiger-Denkmal

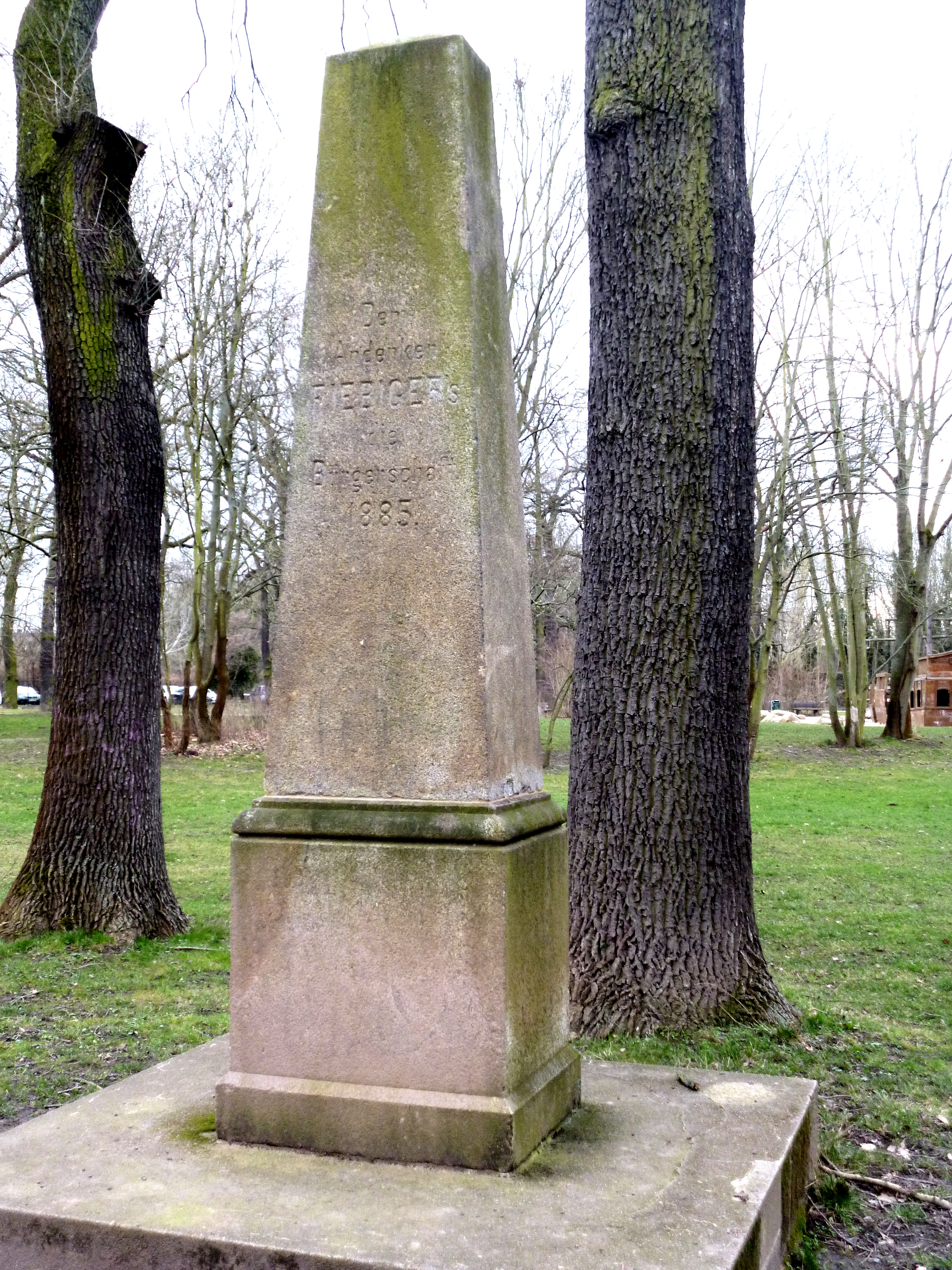
Hermann-Fiebiger-Denkmal auf der Würfelwiese in Halle (2018)

Das Hermann-Fiebiger-Denkmal ist ein Obelisk in Halle (Saale). Es steht unter Denkmalschutz und ist im Denkmalverzeichnis von Sachsen-Anhalt mit der Erfassungsnummer 094 56564 001 als „Teilobjekt eines Baudenkmals – Kleindenkmal“ eingetragen, da die Denkmäler der Würfelwiese separat aufgeführt werden.

## Geschichte und Beschreibung
Die Würfelwiese war eines der Hauptareale, auf denen der Hallesche Verschönerungsverein tätig war. Treibende Kraft im Verein war der Justizrat Hermann Fiebiger, dem Grünanlagen ein besonderes Anliegen waren. Nach seinem Tod im Jahr 1882 entschied man sich, ihm zwei Denkmäler an seinen Hauptschaffensorten zu setzen: an den Saalefelsen in Kröllwitz und auf der Würfelwiese.
Das heute eher schlicht gehaltene Denkmal steht auf einer Fundamentplatte, auf der sich ein Sockel befindet, den der Obelisk aus Granit bekrönt. Seine Inschrift lautet: Dem Andenken Fiebigers die Bürgerschaft 1885. Historische Ansichtskarten zeigen das Denkmal auf einem kleinen Hügel mit Freitreppe. Dieser wurde bereits im Jahr 1884 erbaut. Die Anlage befand sich damals näher an der Pfälzer Brücke, deren Vorgänger Jägerbrücke hieß. Der Obelisk stand auf einer Plattform und wurde von vier Stelen umgeben, die durch Metallgitter verbunden waren.
Der hallesche Steinmetzmeister Emil Schober wurde mit der Ausführung des Obelisken beauftragt.